# Leigh-on-Sea
Leigh-on-Sea – miasto i civil parish w Anglii, w Esseksie, w dystrykcie (unitary authority) Southend-on-Sea. W 2011 civil parish liczyła 22 509 mieszkańców. Leigh jest wspomniana w Domesday Book (1086) jako Legra.